# Хамфри, Кэролайн
Кэролайн Хамфри (англ. Caroline Humphrey; род. 1 сентября 1943, Лондон) — британский антрополог, специалист по Внутренней Азии. Доктор философии (1973), профессор, именной эмерит-профессор Кембриджа, член Британской академии. Феллоу Кингс-колледжа. DBE. Также отмечена Burton Memorial Medal (2014).
Прадед со стороны матери — William Pember Reeves, чья дочь Amber Reeves приходится К. Хамфри бабушкой. Дочь Конрада Уоддингтона. Выросла в Эдинбурге. В детстве дружила с дочерью композитора Ганса Галя.
Докторскую степень получила в Кембридже под началом Эдмунда Лича. Ещё до того её заинтересовала Азия. С 1978 года работает на кафедре социальной антропологии Кембриджа. В октябре 2010 ушла в отставку с должности именного профессора (Sigrid Rausing Professor of Collaborative Anthropology) Кембриджа. На протяжении четырёх лет являлась завкафедрой.
Работала в России, Монголии, Китае, Индии, Непале и Украине. В 1966 году она стала одним из первых антропологов из западных стран, получившим разрешение проводить полевые работы в СССР. Владеет французским и русским, а также несколько монгольским языками.
Супруг — Мартин Джон Рис.

## Публикации
- Humphrey, C. (ed.) 2018. Trust and Mistrust in the Economies of the China-Russia Borderlands. Amsterdam: Amsterdam University Press.